# Johannes-R.-Becher-Preis

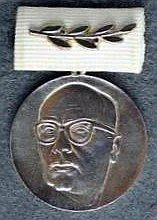
Medaille zum Johannes-R.-Becher-Preis der DDR

Der Johannes-R.-Becher-Preis war eine 1958 gestiftete staatliche Auszeichnung der DDR für deutschsprachige
Lyrik, die zwischen 1961 und 1989 verliehen wurde. In diesem Zeitraum wurden damit 16 Personen ausgezeichnet. Der Johannes-R.-Becher-Preis ist nicht zu verwechseln mit der seit 1963 vom Kulturbund der DDR vergebenenen Johannes-R.-Becher-Medaille.

## Beschreibung
Der nach dem verstorbenen Minister für Kultur Johannes R. Becher benannte Preis sollte die Autoren lyrischer, epischer oder literaturtheoretischer Werke auszeichnen, die einen würdigen Beitrag zur sozialistischen Literatur darstellten. Er konnte alle zwei Jahre an eine Einzelperson oder ein Kollektiv von bis zu sechs Personen verliehen werden. Zum Preis gehörten eine tragbare Medaille, eine Urkunde und eine Geldzuwendung von 20 000 Mark. Die Verleihung erfolgte durch den Minister für Kultur, und zwar in der Regel anlässlich des Geburtstages von Johannes R. Becher am 22. Mai.

## Medaille für Preisträger
Die zum Preis gehörende tragbare Medaille ist rund, versilbert und hat einen Durchmesser von 30 mm. Auf der Vorderseite befindet sich das Porträt von Johannes R. Becher. Auf der Rückseite hat die Medaille die Umschrift DEUTSCHE DEMOKRATISCHE REPUBLIK, in der Mitte befinden sich unter einem Lorbeerzweig die Worte JOHANNES-R.-BECHER-PREIS. Die Medaille wird an einer rechteckigen, mit weißem Band bezogenen Spange getragen, auf der ein versilberter Lorbeerzweig aufgelegt ist. Die Interimsspange gleicht der Medaillenspange. Die Medaille wird auf der rechten oberen Brustseite getragen.

## Geschichte
Der Johannes-R.-Becher-Preis wurde am 16. Oktober 1958 durch den Ministerrat der DDR geschaffen, die erste Verleihung erfolgte am 24. Mai 1961 an Uwe Berger und Georg Maurer. Am 28. Juni 1978 wurde eine überarbeitete Ordnung über die Verleihung des Preises veröffentlicht. Zum letzten Mal vergeben wurde er am 22. Mai 1989. Insgesamt wurden mit dem Johannes-R.-Becher-Preis nur 16 Personen ausgezeichnet, eine Verleihung an ein Kollektiv kam nicht vor.